# Battos I
Battos I (stgr. Βάττος) – na wpół legendarny założyciel i pierwszy król Cyreny.

## Życiorys
Był synem Polymnestora, w 17. pokoleniu potomka Argonauty Eufemosa. Jego matka, Fronime, pochodziła z Krety. Mieszkał na wyspie Thera. Od dziecka jąkał się. Pewnego dnia udał się w sprawie swojego głosu do wyroczni delfickiej, która poleciła mu udać się do Libii i założyć tam miasto. Niezadowolony z odpowiedzi, wrócił na Therę. W jakiś czas potem na Terejczyków zaczęły spadać różne nieszczęścia. Wysłali oni wówczas poselstwo do Delf, gdzie wyrocznia powtórzyła to, co wcześniej powiedziała Battosowi. Wysłali więc Battosa wraz z grupą kolonistów w kierunku wybrzeża libijskiego. Za pierwszym razem, niepewni co do dalszych działań, popłynęli z powrotem na Therę. Mieszkańcy nie pozwolili im jednak wyjść na brzeg i zaczęli w nich ciskać pociskami, zmuszając do zawrócenia. Za drugim razem wylądowali na wyspie u brzegów Libii i założyli tam osadę, jednak wiodło im się tam źle. Battos zawrócił wówczas z ludźmi do Grecji, by udać się po ponowną radę do wyroczni w Delfach. Ta oznajmiła im, że nie dopłynęli jeszcze do wskazanego celu. Dopiero za trzecim razem wylądowali na wybrzeżu libijskim, gdzie mieszkali przez sześć lat. Po upływie tego czasu Libijczycy wskazali im znacznie lepsze do osiedlenia miejsce, gdzie Battos założył miasto Cyrenę. Według relacji Pauzaniasza (X 15,6–7) w Libii Battos miał także pozbyć się swojego jąkania. Pewnego razu spotkał na pustyni lwa i przerażony zaczął krzyczeć pełnym głosem, odtąd mówiąc już bez ułomności. 
Samo imię Battos miało oznaczać jąkałę, choć według Herodota (IV, 150–160) było to słowo pochodzące z języka libijskiego i znaczące tyle, co „król”. Byłby to więc przydomek, a prawdziwe imię herosa miało brzmieć Aristoteles lub Aristajos.